# Cacia bioculata
Cacia bioculata là một loài bọ cánh cứng trong họ Cerambycidae.